# Engoulevent à queue de soie
Antrostomus sericocaudatus
Espèce
Synonymes
- Caprimulgus sericocaudatus
(Cassin, 1849)

Statut de conservation UICN

 LC  : Préoccupation mineure
L'Engoulevent à queue de soie (Antrostomus sericocaudatus) est une espèce d'oiseaux de la famille des Caprimulgidae.

## Répartition
Cette espèce vit en Argentine, en Bolivie, au Brésil, au Paraguay et au Pérou.